# Schlome Singer
Schlome Singer aus Prag war ein um 1600 lebender und wirkender jiddischer Dichter. 
Sein Getlich Lid („Loblied auf Gott“, wörtlich göttliches Lied) war das bekannteste Beispiel dieser verbreiteten jiddischen Literaturgattung.